# Belle (affluent de la Boutonne)
Pour les articles homonymes, voir Belle (ruisseau) et Belle.
La Belle est une rivière française du département des Deux-Sèvres en région Nouvelle-Aquitaine, et un affluent rive droite de la Boutonne.

## Hydrographie
La Belle est un cours d'eau de première catégorie qui prend sa source à Beaussais-Vitré, dans les Deux-Sèvres, et se jette dans la Boutonne entre Secondigné-sur-Belle et Séligné.
De 25 km de longueur, son bassin versant est de 107 km2 .

### Affluents
Sources : Sandre, Géoportail.
La rivière ne présente qu'un seul affluent notable d'environ 5 km de long et qui ne semble pas recensé sur la fiche Sandre mais apparaît nettement sur la carte IGN et sur le cadastre, où il porte le nom de Rivière de la Renaudière. Cet affluent, situé sur la commune de  Beaussais-Vitré et proche de la source est alimenté par de nombreuses sources dont plusieurs font l'objet de retenues collinaires.
La rivière est alimentée par de nombreuses sources et fontaines, souvent situées à proximité immédiate de son cours principal :
- Fontaine de la Belle (Beaussais-Vitré), source officielle,
- Fontaine des Loges à la Renaudière (Beaussais-Vitré),
- Fontaine du Marais à Croué (Celles-sur-Belle),
- Fontaine de Champérouse, les Fontenelles et Font-Pion à Montigné (Celles-sur-Belle),
- Fontaine qui tremble (Périgné),

## Communes traversées
Dans le seul département des Deux-Sèvres, la Belle traverse cinq communes, de l'amont vers l'aval :
- Beaussais-Vitré (source),
- Celles-sur-Belle,
- Périgné,
- Secondigné-sur-Belle,
- Séligné.

## Qualité des eaux
La rivière comporte deux stations de mesure de la qualité des eaux à Montigné, sur la commune de Celles-sur-Belle et à Secondigné-sur-Belle.
D'une qualité devenue préoccupante vers les années 2006-2008, en voie d'eutrophisation, la qualité s'est nettement améliorée à partir de 2010 avec des indices physico-chimiques redevenus de très bonne qualité (peu chargée en matières organiques et nitrates, bien oxygénée, pH alcalin). Les indices biologiques (peuplement en poissons, insectes, plantes...) restent toutefois de qualité plutôt moyenne.
Cette amélioration est à relier aux travaux de remise aux normes effectués à partir de 2010 sur la station d'épuration de Celles-sur-Belle, construite dans les années 1980.

## Galerie

Périgné - Passerelle en dalles de pierre
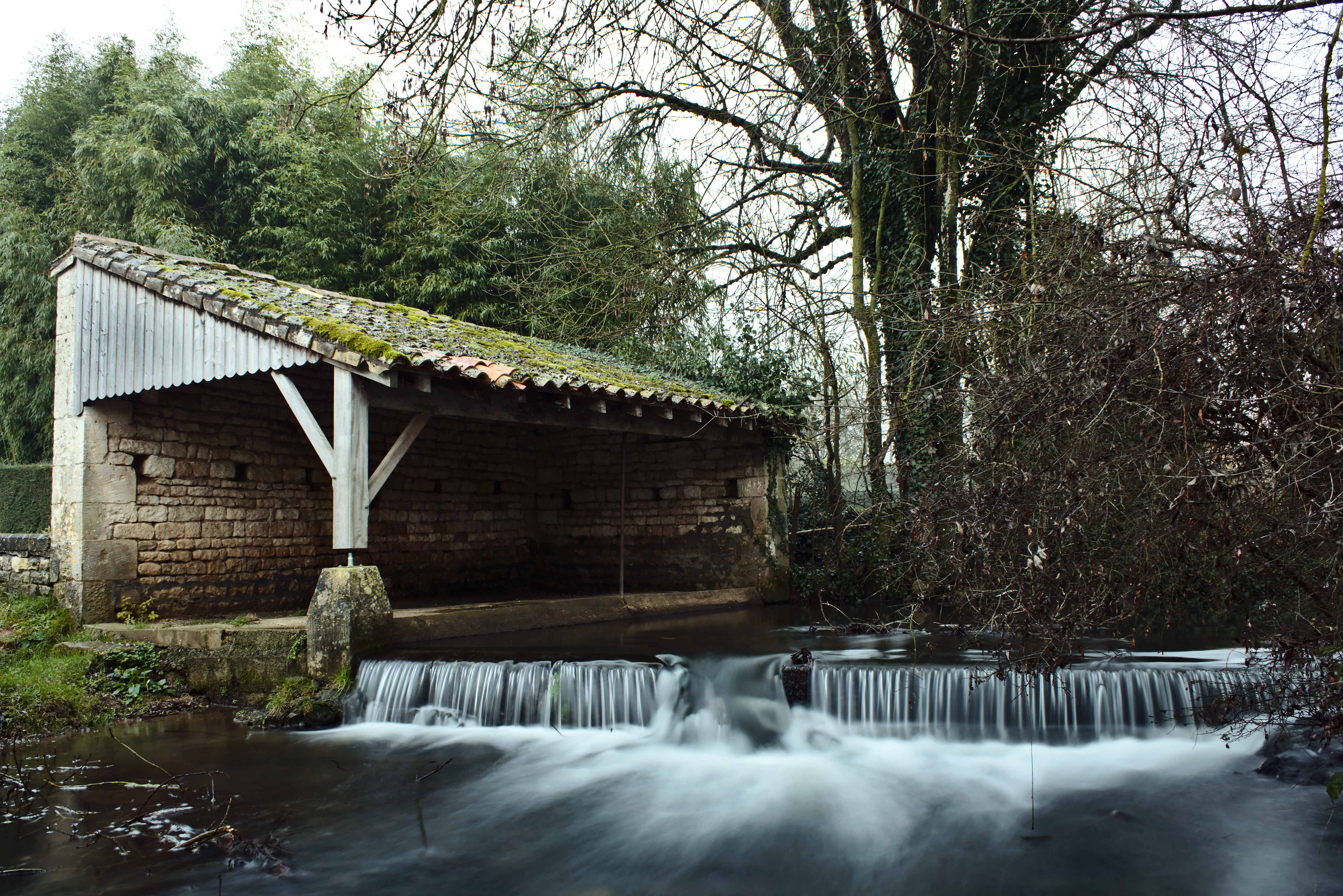
Périgné - Lavoir de la Paillette